# Кашманово
Кашманово — деревня в Судогодском районе Владимирской области, входит в состав Головинского сельского поселения.

## География
Деревня расположена в 10 км на восток от центра поселения посёлка Головино и в 18 км на запад от райцентра города Судогда близ автодороги 17Р-2 Владимир — Гусь-Хрустальный — Тума. 

## История
Деревня впервые упоминается в писцовых книгах монастырских и церковных земель Владимирского уезда 1637-1647 годов в составе Александровского прихода, в ней числилось 6 дворов крестьянских . 
В конце XIX — начале XX века деревня входила в состав Авдотьинской волости Судогодского уезда, с 1926 года — в составе Александровской волости Владимирского уезда. В 1859 году в деревне числилось 23 дворов, в 1905 году — 22 дворов, в 1926 году — 29 хозяйств.
С 1929 года деревня входила с состав Сойменского сельсовета Судогодского района, с 2005 года — в составе Головинского сельского поселения.

## Население
| 1859 | 1905 | 1926 |
| ---- | ---- | ---- |
| 126  | 133  | 148  |

| 1859 | 1905 | 1926 | 2002 | 2010 | 2021 |
| ---- | ---- | ---- | ---- | ---- | ---- |
| 126  | ↗133 | ↗148 | ↘7   | ↘3   | ↗5   |